# Periquito (Minas Gerais)
Periquito é um município brasileiro no interior do estado de Minas Gerais, Região Sudeste do país. Localiza-se no Vale do Rio Doce e pertence ao colar metropolitano do Vale do Aço. Sua população foi estimada em 6 647 habitantes em 2024.

## História

Monumento a Periquito, na margem da BR-381.

A formação do atual município de Periquito teve início em 1939, quando o fazendeiro Waldemiro Barrel doou 15 alqueires de suas terras à Igreja Católica, dedicando-as a São Sebastião, em honra a uma promessa cumprida. A fertilidade das terras, propícias à agropecuária, associada à proximidade com o rio Doce e, mais tarde, à chegada da Estrada de Ferro Vitória a Minas (EFVM), atraiu os primeiros habitantes. Isso deu origem à formação de um povoamento, denominado Periquito em referência à ave da espécie "Melopsittacus undulatus", típica da localidade.
Dado o desenvolvimento, pela lei estadual nº 2.764, de 30 de dezembro de 1962, foi criado o distrito, subordinado a Açucena. O desejo de emancipação por parte da população levou à fundação da Comissão Distrital Unidos de Periquito (CODUP), em prol à causa, culminando na criação do município de Periquito pela lei estadual nº 10.703, de 27 de abril de 1992, e lei nº 12.030, de 21 de dezembro de 1995, instalando-se em 1º de janeiro de 1997. Desde seu desmembramento, é constituído pelos distritos de Pedra Corrida e São Sebastião do Baixio, além da sede municipal.

## Geografia
De acordo com a divisão regional vigente desde 2017, instituída pelo IBGE, o município pertence às Regiões Geográficas Intermediária e Imediata de Ipatinga. Até então, com a vigência das divisões em microrregiões e mesorregiões, fazia parte da microrregião de Ipatinga, que por sua vez estava incluída na mesorregião do Vale do Rio Doce.
O município faz parte da bacia do rio Doce, sendo banhado pelo rio Doce. Tem temperatura média anual de 24,5 ºC, sendo a máxima de 29,6 ºC e mínima de 18,2 ºC. O índice médio pluviométrico anual é de 1 113,8 mm.

## Economia

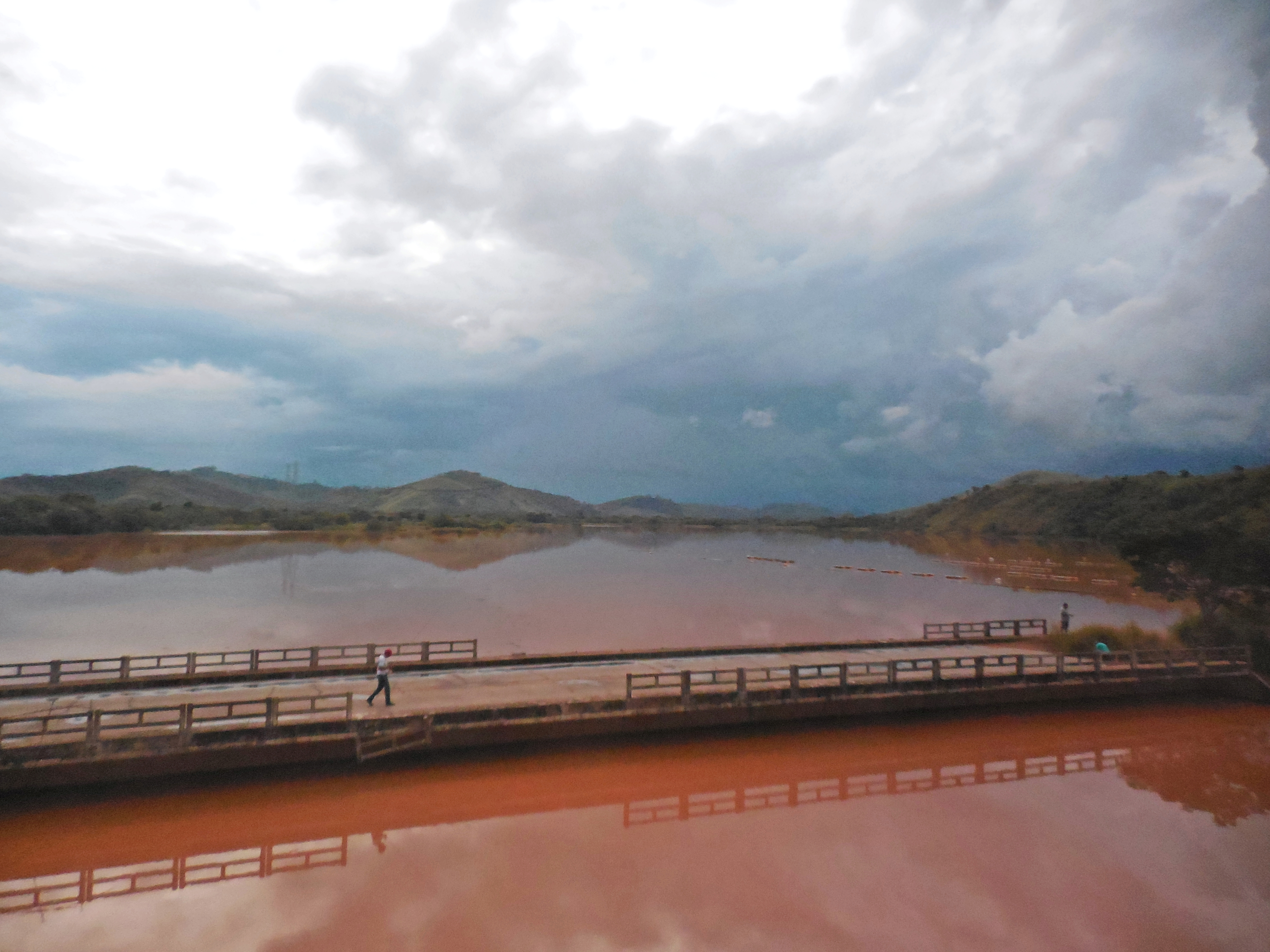
Trecho alagado do rio Corrente Grande no reservatório da Usina Hidrelétrica de Baguari, às margens da BR-381, entre Periquito e Governador Valadares.

Historicamente, a economia de Periquito sempre se baseou na extração de madeira. Seja para alimentar as caldeiras das locomotivas, produção de carvão, celulose ou para o setor moveleiro, que sempre assegurou um significativo mercado de trabalho para a mão-de-obra local. A agricultura também é uma fonte de subsistência do município de Periquito e principal atividade econômica.

## Infraestrutura

### Transportes
A cidade é atendida pela Estrada de Ferro Vitória a Minas (EFVM), vindo de Belo Horizonte ou Vitória, onde também liga o município a cidades como Governador Valadares, Ipatinga e Belo Oriente, com saídas diárias. A BR-381 corta a sede e também liga o município às cidades de Ipatinga, Governador Valadares e a capital mineira, Belo Horizonte. A BR-116 corta Governador Valadares e o atalho para Periquito é de fácil localização. 

## Cultura e lazer

### Festas
- Carnaval de rua – De sexta à terça-feira de carnaval
- 1º de maio – Comemoração ao dia do trabalhador
- Primeiro Final de Semana de Julho – Cavalgada e Rodeio
- 7 de setembro – Comemoração cívica
- 21 de dezembro – Festa de aniversário da cidade
- 31 de dezembro – Show da Virada (reveillon)

### Feriados municipais
- 20 de janeiro – São Sebastião, padroeiro da cidade[13]
- Mês de Maio – Semana Municipal da Família (sempre dentro do mês de maio)
- Primeira semana do mês de agosto – Semana de prevenção e combate à depressão
- 15 de agosto – Assunção de Nossa Senhora
- Segundo domingo de setembro – Dia municipal dos evangélicos
- 21 de dezembro – Aniversário de emancipação política